# シュメール王名表
シュメール王名表（シュメールおうめいひょう）は、古代メソポタミアにおいて、シュメール人、及びセム系などの他の民族の王朝の王をシュメール語で列記した古代のテキストである。後世のバビロニア王名表やアッシリア王名表もこれと同様のものである。王名表には、「公式な」王権や王の推移が王の在位年数とともに記録されている。

## 概説
当時の王権観では、王権は神から授けられ、軍事的征服によってある都市から別の都市へと推移すると考えられていた。シュメール王名表に記されている唯一の女王はキシュ第3王朝の1代限りの君主であったク・バウである。
シュメール王名表には、大洪水以前の時代の在位期間が異常に長い、明らかに神話上の人物であると考えられる王や、存在が確実視できる王が混在している。だからといって、そうした王名表の初期の王たちを切り捨ててしまうべきではない。実在と考えられる王たちもまた、後世に同様に神話的偶像となったからである。
なお、不自然に長い在位期間の多くは「12」で割り切ることが可能である。
近年の考古学上の発見によって実在が確認された王名表中の最古の年代の人物はキシュ王エンメバラゲシであり、彼の名はギルガメシュ叙事詩にも登場する。このことは、ギルガメシュもウルクの実在の王であり、単なる伝説上の人物ではないということを示している。
王名表にはラガシュの歴代エンシ（祭司王）の名が含まれていないが、彼らについては前25世紀頃以降の碑文から直接窺い知ることができる。もう一人、王名表に記された初期の王で存在が確実視されているのが、ウルク王ルガルザゲシ（前23世紀）である。彼はラガシュを征服したが、後にアッカドのサルゴンに倒された。
他に正確な史料が少ないため、前3千年紀の年代学においてはシュメール王名表が中心的な史料となる。しかし、このシュメール王名表にも問題はある。初期の王の在位期間が異常に長い場合がある上、諸王朝は1つずつ交替するのではなく同時代に複数存在し、それぞれ独自の都市を支配していたと考えられるからである。このため現在では、初期の王の西暦紀元年代が古い刊行物によるものよりもっと新しくなると思われる。グティ時代の継続期間がかなり不確実なため、ウル第3王朝（前21世紀）以前の出来事の年代を特定するのはほぼ不可能である（シュルギ、ウル・ナンムの項も参照）。

## 初期王朝時代I（大洪水以前）
- エリドゥ王アルリム（Alulim、在位28800年間）
- アラルンガル（Alalngar、在位36000年間）
- バド・ティビラ王エン・メン・ル・アナ（En-men-lu-ana、在位43200年間）
- バド・ティビラ王エン・メン・ガル・アナ（En-men-gal-ana、在位28800年間）
- バド・ティビラ王ドゥムジ（牧神）/タンムーズ（Dumuzid/Tammuz、在位36000年間）
- ララク王エン・シパド・ジッド・アナ（En-sipad-zid-ana、在位28800年間）
- シッパル王エン・メン・ドゥル・アナ（En-men-dur-ana、在位21000年間）
- シュルッパク王ウバラ・ツツ（Ubara-tutu、在位18600年間）

## 初期王朝時代II

### キシュ第1王朝
- ジュシュール（在位1200年間）
- クルラッシーナ・ベル（在位960年間）
- ナンギシュリシュマ（在位670年間）
- エン・タラ・アナ（在位420年間）
- バブム（在位300年間）
- プアナム（在位840年間）
- カリバム（在位960年間）
- カルムム（在位840年間）
- ズカキップ（在位900年間）
- アタブ（在位600年間）
- マシュダ（在位840年間）
- アルウィウム（在位720年間）
- エタナ（在位1500年間）　「牧人、天に昇った者、国土を固めた者」
- バリフ（在位400年間）
- エン・メ・ヌナ（在位660年間）
- メレム・キシュ（在位900年間）
- バーサル・ヌナ（在位1200年間）
- ザムグ（在位140年間）
- ティズカール（在位305年間）
- イルクウ（在位900年間）
- イルタサドゥム（在位1200年間）
- エンメバラゲシ（在位900年間）　エラムを征服。
- アッガ（在位625年間）

### ウルク第1王朝
- メスキアッガシェル（在位324年間）　太陽神ウトゥ（Utu）の息子とされる。
- エンメルカル（在位420年間）　ウルクの創建者。
- ルガルバンダ（在位1200年間）　牧人。
- ドゥムジ（英語版）（在位100年間）　漁師。キシュ王エンメバラゲシを捕虜とした。
- ギルガメシュ（在位126年間）　ここではリラ（後の死霊リルー）の息子とされ、クラブ（クラバ＝ウルクの神域）のエン祭司とされる。
- ウル・ヌンガル（在位300年間）　トゥンマル文書等の異本ではウル・ルガル
- ウドゥル・カランマ（在位15年間）
- ラバシュム（在位9年間）
- エンヌンダランナ（在位8年間）
- メスヘデ（在位36年間）
- メラムアンナ（在位6年間）
- ルガルキドゥル（在位36年間）

### ウル第1王朝
- メスアンネパダ（在位80年間）
- メスキアグナンナル（在位36年間）
- エルル（在位25年間）
- バルル（在位36年間）

## 初期王朝時代III

### アワン王朝
- 3代の王（名は不明）が計356年間統治した。

### キシュ第2王朝
- ススダ（在位201年間）
- ダダシグ（在位81年間）
- ママガルラ（在位360年間）　船頭。
- カルブム（在位195年間）
- トゥゲ（在位360年間）
- メンヌンナ（在位180年間）
- （不明）（在位290年間）
- ルガルング（在位360年間）

### ハマジ王朝
- ハダニシュ（在位360年間）

### ウルク第2王朝
- エンシャクシュアンナ（在位60年間）　初めて「国土の王」の称号を使用した。
- ルガル・ウレ（またはルガルキギンネドゥドゥ）（在位120年間）
- アルガンデア（在位7年間）

### ウル第2王朝
1. ナニ（在位120年間）
2. メスキアグナンナ（在位48年間）
3. （不明）（在位2年間）

### アダブ王朝
- ルガルアンネムンドゥ（在位90年間）

### マリ王朝
1. アンブ（在位30年間）
2. アンバ（在位17年間）
3. バジ（在位30年間）
4. ジジ（在位20年間）
5. リメラ（在位30年間）
6. シャルム・イテル（在位9年間）

### キシュ第3王朝
- ク・バウ（クババとも、在位100年間）

### アクシャク王朝
1. ウンジ（在位30年間）
2. ウンダルル（在位6年間）
3. ウルル（在位6年間）
4. プズル・サニラー（在位20年間）
5. イシュ・イル（在位24年間）
6. シュ・シン（在位7年間）

### キシュ第4王朝
1. プズル・シン（在位25年間）
2. ウル・ザババ（在位400（6?）年間）
3. ジムダル（在位30年間）
4. ウシ・ワタル（在位7年間）
5. イシュタル・ムティ（在位11年間）
6. イシュメ・シャマシュ（在位11年間）
7. シュ・イリシュ（在位15年間）
8. ナンニア（在位7年間）　宝石商。

### ウルク第3王朝
- ルガルザゲシ（在位25年間）

## アッカド王朝以降

### アッカド王朝
- サルゴン
- リムシュ
- マニシュトゥシュ
- ナラム・シン
- シャル・カリ・シャッリ
- （空位期：紀元前2083年〜）
  - イギギ
  - ナヌム
  - イミ（英語版）
  - エルル
- ドゥドゥ
- シュ・ドゥルル（英語版）

### ウルク第4王朝
1. ウルニギン（在位7年間）
2. ウル・ギギル（在位6年間）
3. クダ（在位6年間）
4. プズル・イリ（在位5年間）
5. ウル・ウトゥ（またはルガル・メラム）（在位25年間）

### グティ王朝
- 19代 グティ王朝を参照。

### ウルク第5王朝
1. ウトゥ・ヘガル（在位年数は、427年、26年、7年など諸説ある）　グティ人を放逐。

### ウル第3王朝
- 5代 ウル第3王朝を参照。

### イシン王朝
- 14代 イシンを参照。